# Dashu wangzi
Dashu wangzi (xinès simplificat: 大树王子, pinyin: Dàshù wángzǐ, literalment 'Príncep gran arbre') és un curtmetratge d'animació per titelles de Hong Kong, produïda el 1948, i estrenada el 31 de març del 1950. És la primera pel·lícula d'animació en la història de l'illa. Tingué un pressupost de més de 10.000 dòlars de Hong Kong i s'utilitzaren 300 titelles.